# Ovar, São João, Arada e São Vicente de Pereira Jusã
Ovar, São João, Arada e São Vicente de Pereira Jusã est une paroisse civile portugaise (en portugais : freguesia) de la municipalité d'Ovar dans le district d'Aveiro. Elle est créée en 2013, par fusion des paroisses d'Ovar, São João, Arada et São Vicente de Pereira Jusã.

## Géographie
La paroisse est située sur la Côte Atlantique, au nord de la Ria d'Aveiro.

## Histoire
La paroisse est créée par la loi no 11-A/2013 du 28 janvier 2013 portant réorganisation administrative du territoire des freguesias, en fusionnant les paroisses d'Ovar, São João, Arada et São Vicente de Pereira Jusã. Son nom officiel est União das Freguesias de Ovar, São João, Arada e São Vicente de Pereira Jusã et son siège est fixé à São João.

## Démographie
Lors du recensement de 2021, Ovar, São João, Arada e São Vicente de Pereira Jusã compte 29 431 habitants. C'est ainsi la paroisse la plus peuplée de la municipalité d'Ovar, qui totalise 54 953 habitants.